# Riechkolben

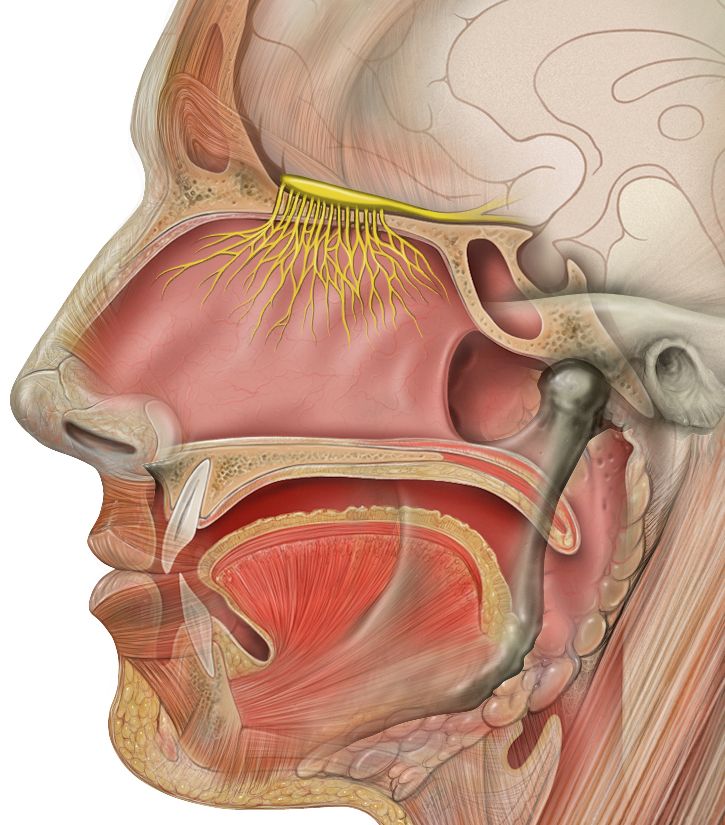
Die Riechnerven (Nervi olfactorii) leiten Signale aus der Nasenhöhle in die Schädelhöhle und enden im Riechkolben (Bulbus olfactorius) des Gehirns. Der weitere Verlauf der Riechbahn ist ebenfalls gelb angedeutet.

Der Riechkolben oder Bulbus olfactorius (lateinisch bulbus „Zwiebel“, olfactorius „riechend“) ist eine Anschwellung an der vorderen Basis des Gehirns und ein Teil des Rhinencephalons bzw. der Riechbahn. Am Riechkolben enden die Riechnerven (Nervi olfactorii), die von den Riechzellen der Riechschleimhaut in der Nasenhöhle durch die Lamina cribrosa des Siebbeins in die Schädelhöhle ziehen. Die Riechkolben beider Seiten sind über die vordere Kommissur (Commissura rostralis) verbunden.
Nach komplizierter Umschaltung in den Glomeruli olfactorii und einer ersten Verarbeitung der Riechinformationen im Riechkolben gelangen die Sinnesmeldungen im Tractus olfactorius zu den höheren Verarbeitungszentren im Telencephalon.
Spezialisierte Zellen des Riechkolbens sind Mitralzellen, Pinselzellen und Körnerzellen.
Riechstörungen durch eine Schädigung des Bulbus olfactorius gehören zu den sogenannten zentralen Dysosmien.